# Copris bellator
Copris bellator là một loài bọ cánh cứng trong họ Bọ hung (Scarabaeidae).